# Ferdinand Stuttmann (Kunsthistoriker)
Ferdinand Stuttmann (* 23. Oktober 1897 in Rüsselsheim; † 2. Juni 1968 in Hannover) war ein deutscher Kunsthistoriker.

## Leben
Stuttmann studierte Kunstgeschichte in Heidelberg, München und Frankfurt. 1922 (Datum der Doktorurkunde 1. März 1924) wurde er an der Universität Frankfurt bei Rudolf Kautzsch mit einer Arbeit „Mittelalterliche Wandmalerei im Gebiete des Mittelrheins“ promoviert. 1922 begann er seine Tätigkeit am Landesmuseums Hannover. Stuttmann war seit dem 1. Mai 1933 Mitglied der NSDAP und wirkte als Sachverständiger bei der Reichskammer der bildenden Künste für in Hannover beschlagnahmte Kunstsammlungen. Seit 1937 war er Direktor der kunsthistorischen Abteilung, der Landesgalerie. Vom 1. Juli 1938 bis 1945 war er während der Entlassung des Museumsdirektors Carl Küthmann in Personalunion Direktor des Kestner-Museums. Während des Zweiten Weltkrieges sorgte er für die Auslagerung der Bestände beider Museen.
Nach kurzer Unterbrechung konnte er seinen Dienst nach der Entnazifizierung wieder aufnehmen und war maßgeblich am Wiederaufbau des Landesmuseums und insbesondere auch am Ausbau seiner modernen Sammlung beteiligt. Von 1952 bis zur Pensionierung 1962 war er Direktor des Landesmuseums. Er erwarb ab 1949 zahlreiche Objekte aus der Sammlung Conrad Doebbeke für sein Museum, in vollem Bewusstsein, dass diese Stücke aus ehemals jüdischen Sammlungen stammten.